# Municipio de Beaver (condado de Humboldt)
El municipio de Beaver (en inglés: Beaver Township) es un municipio ubicado en el condado de Humboldt en el estado estadounidense de Iowa. En el año 2010 tenía una población de 312 habitantes y una densidad poblacional de 3,44 personas por km².

## Geografía
El municipio de Beaver se encuentra ubicado en las coordenadas 42°40′57″N 94°8′30″O / 42.68250, -94.14167. Según la Oficina del Censo de los Estados Unidos, el municipio tiene una superficie total de 90.74 km², de la cual 90,12 km² corresponden a tierra firme y (0,68 %) 0,61 km² es agua.

## Demografía
Según el censo de 2010, había 312 personas residiendo en el municipio de Beaver. La densidad de población era de 3,44 hab./km². De los 312 habitantes, el municipio de Beaver estaba compuesto por el 99,04 % blancos, el 0,64 % eran afroamericanos, el 0,32 % eran amerindios. Del total de la población el 0,96 % eran hispanos o latinos de cualquier raza.